# Wally (film 1921)
Wally (Die Geierwally o Die Geier - Wally) è un film muto del 1921 diretto da Ewald André Dupont. Tratta dal romanzo Die Geier-Wally. Eine Geschichte aus den Tyroler Alpen di Wilhelmine von Hillern, la storia - ambientata in Tirolo - è stata portata diverse volte sullo schermo.

## Trama
Dio li fa, poi li accoppia. La volitiva giovane Geier-Wally doveva il suo soprannome ("Wally degli avvoltoi") al fatto di essersi calata con una fune da uno sperone roccioso fino ad un nido di avvoltoi, e di averne ucciso un grosso esemplare, che la stava attaccando, con una coltellata; Bären-Joseph Hagenbach, invece, veniva chiamato così ("Joseph degli orsi") perché aveva affrontato un orso a tu per tu e l'aveva ucciso. Wally nutriva forti sentimenti verso Joseph, ma il padre di lei, Stromminger, facoltoso fattore del paesino tirolese, nemico degli Hagenbach, era contrario all'unione e aveva piuttosto designato Vincenz Gellner come futuro sposo della figlia. Al vigoroso rifiuto della figlia, il padre non aveva trovato meglio da fare che estrometterla di casa e confinarla in perpetuum nel remoto pascolo alpino di Hochjoch, appartenente alla famiglia. E v'era inoltre il fatto che lo stesso Joseph sembrava preferire a Wally una certa Afra, del paese vicino.
A riportare Wally a valle era stata nient'altro che una slavina, che aveva fortemente danneggiato la casetta di legno di Hochjoch: giunta in paese ella apprende che sua madre era morta, e che Vincenz aveva preso il sopravvento, con risultati negativi, in diverse attività della fattoria Stromminger. La volitiva ed energica Wally non esita ad affrontare Vincenz, giungendo a tramortirlo con un colpo di bastone, e ad opporsi in modo violento, brandendo una fiaccola, a mezzo paese mobilitato contro di lei dal risentito padre. Da allora era stata ostracizzata e malvoluta dalla comunità, e aveva vissuto ai margini di essa, alla macchia, nei boschi, soffrendo di stenti. Solo i Rosenbauer, padre e figlio, che abitavano una casa isolata in una contrada lontana, e che non la conoscevano, le avevano offerto asilo, e, affascinati innanzitutto dalla sua sapiente gestione delle faccende domestiche, le avevano addirittura chiesto di sposare uno di loro, a sua scelta. Wally declina gentilmente. Intanto un suo compaesano l'aveva raggiunta comunicandole la morte del padre.
Wally torna dunque nella casa paterna come piena proprietaria. Nel paese, Wally, sempre innamorata di Joseph, incontra Afra, e, avendo notato come la ragazza avesse atteggiamenti che riteneva sconvenienti nei confronti del cacciatore di orsi, non aveva esitato ad usare male parole verso di lei. Joseph, dal canto suo, per proteggere l'onore ed il buon nome di Afra, aveva sottoposto Wally ad una pubblica umiliazione. Allora Wally, in preda all'ira e al sentimento di vendetta, aveva dichiarato che sarebbe stata la moglie di chiunque avesse ucciso Joseph e deposto il suo corpo davanti ad Afra. Vincenz, che aveva sempre sperato di ottenere Wally in sposa, non se lo fa ripetere: ferisce Joseph, che cade sulla falda rocciosa che un tempo era stata il nido degli avvoltoi.
Wally, l'energica, si cala di nuovo nello stesso punto, e recupera Joseph. Lo veglia e lo cura nella sua convalescenza, poi, resasi conto di non avere alcun diritto sull'uomo, si ritira rassegnata al pascolo di Hochjoch. Qui viene raggiunta tempo dopo da Joseph, rimessosi, che – dopo averle riferito che Afra non è altri che sua sorella – le dichiara il suo amore.

## Produzione
Il film fu prodotto dalla Gloria-Film GmbH e dalla Henny Porten Filmproduktion.

## Distribuzione
Distribuito dall'Universum Film (UFA), uscì nelle sale cinematografiche tedesche presentato in prima il 12 settembre 1921 a Berlino.